# Conferência Episcopal Boliviana
A Conferência Episcopal Boliviana é uma instituição onde todos os bispos de Bolívia se reúnem em assembleias periódicas duas vezes por ano e seu objetivo é coordenar e animar o trabalho pastoral da Igreja Católica na Bolívia. Ao mesmo tempo também mantém seu olhar atento na realidade nacional a fim de levar a cabo sua missão de maneira mais comprometida e verdadeira.
Foi proprietária do periódico Presença.